# 彭淮南
彭淮南（英語：Fai-Nan Perng，1939年1月2日—），臺灣財經學者、公務人員，曾任中華民國中央銀行總裁、APEC代表、中央信託局理事主席、中國國際商銀董事長，一貫道道親，畢業於新竹高商、國立中興大學法商學院（現國立臺北大學）經濟系、美國明尼蘇達大學經濟研究所碩士、國際貨幣基金研究所進修，臺灣新竹縣新豐鄉人，父彭金土為新竹市蟹仔埔人，祖籍為福建泉州同安閩南人。自1998年2月25日起擔任央行總裁，其任期經歷過4位總統、15個內閣，長達20年，是中華民國歷史上在位最久的央行總裁。美國《全球金融雜誌》從2000年第一次給予時任央行總裁彭淮南A級評等，再加上從2005年至2017年，共累積14度蟬聯A級的成績，因此被臺灣媒體譽為「14A總裁」。

## 經歷
- 國立中興大學法商學院（現國立臺北大學）畢業。
- 1963年－1969年，進入臺灣銀行國外部辦事員，並因此結識妻子賴洋珠。
- 1971年，自美國明尼蘇達大學取得經濟學碩士學位後，即返回臺灣。
- 1971年－1972年，經當時任職臺灣銀行的東吳大學教授潘志奇推薦，擔任中央銀行經濟研究處三等專員。
- 1973年－1974年，中央銀行經濟研究處科副主任。
- 1974年－1976年，中央銀行經濟研究處（代理）科主任。1975年，兼任國際貨幣基金研究所研究。
- 1976年－1980年，中央銀行經濟研究處科主任。1978年－1980年，兼任中央銀行經濟研究處研究員。
- 1980年－1985年，中央銀行經濟研究處副處長。
- 1986年1月1日－1989年7月12日，升任中央銀行經濟研究處處長，進入中央銀行決策圈。
- 1989年7月12日－1994年7月2日，升任中央銀行外匯局局長。
- 1994年6月16日－1995年7月19日，升任中央銀行副總裁。
- 1995年－2018年，擔任中央銀行理事。同年7月19日－1997年7月，兼任中央信託局理事主席。
- 1997年7月－1998年2月25日，中國國際商業銀行董事長[6]。
- 1998年，因華航大園空難，前任中央銀行總裁許遠東不幸喪生，臨危授命，被總統李登輝提名接任中央銀行總裁，2月25日就任。同年3月25日起兼任亞洲開發銀行理事與中美洲銀行理事。
- 1999年，獲國立中興大學授予第三屆傑出校友。
- 2009年，獲國立臺北大學授予榮譽法學博士。
- 2013年1月31日，其中央銀行總裁任期超過俞國華（14年333天），成為任職最久的中央銀行總裁。
- 2018年2月26日，卸任中央銀行總裁，退休後轉任央行無給職榮譽顧問。[7]
- 2021年，獲國立清華大學授予名譽經濟學博士[8]。

## 個人信仰
彭淮南受父母影響，篤信一貫道，提倡均衡飲食。

## 出席重要國際會議
- 美國波士頓聯邦準備銀行舉辦之“1980年代國際收支失衡”會議（1988年10月）
- 美國堪薩斯聯邦準備銀行舉辦之“變動中之資本市場對貨幣政策之影響”會議（1993年8月）
- 美國華盛頓特區聯邦準備銀行舉辦之“銀行支付系統研討會”（1994年3月）
- 馬來西亞國家銀行舉辦之“21世紀中央銀行、全球化與永續發展”研討會中發表演講（2000年8月）
- 代表中華民國總統陳水扁出席第八次APEC領導人非正式會議（2000年11月）

### 考察
- 應英國邀請赴歐考察歐盟外匯市場及外匯管理
- 應日本邀請赴日考察外匯市場及外匯管理
- 應美國國務院邀請赴美考察金融業務

## 個人名言錄
- 1997年11月22日，彭淮南以中國國際商業銀行（為兆豐國際商業銀行的前身）董事長身分出席APEC溫哥華年會的企業領袖高峰會（CEO Summit），當時香港特首董建華於會中提及：「香港推動的一國兩制若能成功，將是台灣的好榜樣。」彭淮南隨即舉手發言表示：「我是來自台灣的彭淮南，我想說的是『台灣與香港是不一樣的』。」[11]當時彭淮南公開地嚴正駁斥董建華的說法，為台灣利益大力發聲，亦為他贏得國內外一片好評。
- 2005年3月，彭淮南提出柳樹理論：匯率需具有彈性，始能化解外來衝擊，正如同柔軟的柳樹面臨狂風不會折斷。匯率如固定不變，易受投機客攻擊，會引發危機[12]。並檢討維持外匯市場秩序，建立大額交易即時通報制度，鼓勵我國廠商平時即應作好匯率避險，敦促外資匯入資金應與申報目的相符。
- 2015年5月27日，會晤美國聯準會前主席柏南克時，直接向柏南克抗議：「你的QE（量化寬鬆）帶來很多副作用，讓我們很煎熬（suffer）。」並遞上2014年應之邀撰寫的文章，要柏南克「給點評論」。他在該文寫著，先進國家不斷輸出貨幣，未必有利全球經濟，反而干擾全球金融市場穩定；透過貨幣政策刺激股市，也無法達到提振經濟效果，最佳的方式仍該是從基本面著手[13]。
- 彭淮南以「央行總裁是最後公職」這句話，婉拒了至少十次，接任閣揆、副總統候選人，甚至總統候選人的徵詢[14]。
- 2016年9月29日，彭淮南於央行理監事會中首度表示：「我報告，這是我最後一項公職，也是我最後一個任期。」於2018年2月任期屆滿後不再續任[15][16]。

## 榮譽

### 中华民国勋章奖章
- 一等景星勋章（2016年5月9日于台北总统府颁授[17]）

### 奖项
- 1978年，中華民國總統府頒特優公務員獎。
- 1982年，中華民國中央銀行頒最佳著作獎。
- 1998年，卓越雜誌頒年度風雲人物財經類冠軍。
- 1999年，國立中興大學頒傑出校友獎。
- 2010年，美國明尼蘇達大學頒傑出成就獎。

### 榮譽學位
- 2006年，美國明尼蘇達大學授予榮譽法學博士。
- 2009年，國立臺北大學授予榮譽法學博士。
- 2021年，國立清華大學授予名譽經濟學博士。

## 國際評價
- 2000年受美國《全球金融雜誌（英语：Global Finance (magazine)）》年度評比全球50個主要國家的央行總裁，首次獲得A級評比，2005年至2017年連續13年都拿A，合計共拿下14個A，成為該雜誌評比最多A級的央行總裁，也是唯一一位連續13年評比均為A級者的央行總裁[18]。
- 2009年彭淮南與時任馬來西亞國家銀行行長潔蒂·阿茲受英國金融時報集團旗下的《銀行家雜誌（英语：The Banker）》評為「亞太地區最佳央行總裁」，彭淮南也是史上第一位上榜的台灣銀行家。
- 2018年獲英國中央銀行業務出版社（Central Banking Publications）頒予終身成就獎（Lifetime Achievement Award），也是史上第五位獲得此獎的人[19]。

## 著作與文章

### 著作
- 《我國外匯自由化可行途徑》 - 經建會（1985年8月）
- 《亞洲金融風暴》 - 中國國際商業銀行（1998年2月）

### 文章
- 中文稿:
  - “開放經濟與匯率”—現代經濟金融月刊第二卷第四期（1972年4月）
  - “有效匯率出口價格競爭能力及匯率制度檢討”—中興大學經濟系經濟研究第二十輯（1977年6月）
  - “貨幣供給額之季節調整”—中央銀行季刊第四卷第一期 (1982年3月）
  - “中華民國國際收支調整過程”—美國波士頓聯邦準備銀行舉辦之1980年代國際收支失衡研討會論文集 (1988年10月）
  - “墨西哥金融危機”—中央銀行季刊第十七卷第一期 (1995年3月）
  - “新臺幣匯率持續升值，對產業之生存與發展造成衝擊，應如何因應”—中央銀行季刊第二十七卷第一期(2005年3月)
- 英文稿:
  - “中華民國之金融自由化”—第十三屆中美經濟合作策進會講稿 (1989年11月）
  - “台北外匯市場之過去與未來”—第十四屆中美經濟合作策進會講稿 (1990年11月）
  - “如何發展台北成為區域金融中心”—第十五屆中美經濟合作策進會講稿（1991年9月）
  - “中華民國因應亞洲金融危機之經驗及國際合作對區域經濟安全之涵意” –出席美國戰略與國際研究中心太平洋論壇等四機構主辦之 ”亞太安全國際論壇”（1998年12月）
  - “迎接挑戰：中華民國的金融發展與經濟結構變遷” 國際貨幣基金及世界銀行年會前中國信託晚宴（1999年9月）
  - “資本移動、匯率制度與國際合作機制-中華民國的觀點” —馬來西亞國家中央銀行研討會（2000年8月）
  - “國際資本移動之管理”—The Banker雜誌（2000年9月）

## 外部連結
- 《Global Finance》 （页面存档备份，存于）
- Central banker gets better score in global report （页面存档备份，存于）
- 彭淮南名言錄 （页面存档备份，存于）,天下雜誌
- 七張圖表破解彭淮南20年如何改變台灣經濟 （页面存档备份，存于）,天下雜誌
- Central Banker Report Cards 2017 （页面存档备份，存于）

| 中華民國政府職務 | 中華民國政府職務                                   | 中華民國政府職務 |
| ---------------- | -------------------------------------------------- | ---------------- |
| 行政院           |                                                    |                  |
| 前任： 許遠東    | 中央銀行總裁 第十六任 1998年2月25日－2018年2月25日 | 繼任： 楊金龍    |